# Stratencircuit Puerto Madero
Het Stratencircuit Puerto Madero is een stratencircuit in Puerto Madero, Buenos Aires, Argentinië. Op 10 januari 2015 wordt de vierde Formule E-race op dit circuit verreden. Het circuit is ontworpen door Santiago García Remohí.